# تیو ارباتو
تیو ارباتو (به چینی: 托尔巴图،  زادهٔ ۱۰ مهٔ ۱۹۹۳) یک کشتی‌گیر فرنگی‌کار اهل کشور چین است.
از افتخارات وی می‌توان به کسب مدال برنز قهرمانی کشتی جهان ۲۰۲۲ اشاره کرد.

## فعالیت حرفه‌ای

### قهرمانی کشتی جهان ۲۰۲۲
ارباتو در وزن ۶۳ کیلوگرم کشتی فرنگی قهرمانی کشتی جهان ۲۰۲۲ بلگراد شرکت کرد، او در مسابقه اول الکساندر بیکا از سوئد را مغلوب کرد اما در مسابقه بعد به لری ابولادزه از گرجستان باخت و با توجه به حضور این کشتی‌گیر در فینال، به دیدار شانس مجدد رفت. او در مرحله شانس مجدد تینار شارشنبکوف از قرقیزستان را شکست داد و به دیدار رده‌بندی رسید. وی در این دیدار علیرضا نجاتی از ایران را شکست داد و مدال برنز را بدست آورد.